# Franz Burkhard
Franz Burkhard (ur. 25 maja 1931 w Sempach) – szwajcarski zapaśnik walczący w stylu klasycznym. Olimpijczyk z Rzymu 1960, gdzie zajął dwunaste miejsce w kategorii do 52 kg.

## Letnie Igrzyska Olimpijskie 1960
| Konkurencja          | Rundy eliminacyjne      | Rundy eliminacyjne     | Rundy eliminacyjne  | Klas. końcowa |
| Konkurencja          | Przeciwnik I            | Przeciwnik II          | Przeciwnik III      | Miejsce       |
| -------------------- | ----------------------- | ---------------------- | ------------------- | ------------- |
| 52 kg styl klasyczny | Werner Hartmann (AUT) Z | Borivoje Vukov (YUG) P | Dick Wilson (USA) P | 12.           |